# Stoned to the Bone
"Stoned to the Bone", também conhecida como "Stone to the Bone" em algus discos, é uma canção escrita e gravada por James Brown. Lançada como single de duas partes em 1973, alcançou o número 4 da parada R&B e número 58 da parada Pop. Também aparece no álbum The Payback.